# Invisible Monster
Invisible Monster è un singolo del gruppo musicale statunitense Dream Theater, pubblicato il 22 settembre 2021 come secondo estratto dal quindicesimo album in studio A View from the Top of the World.

## Descrizione
Il brano è tra i più corti del disco ed è nato da un'idea del batterista Mike Mangini che ha proposto ai restanti componenti di realizzare qualcosa più mid-tempo rispetto al restante materiale composto fino ad allora per A View from the Top of the World. Il testo, come spiegato dal chitarrista John Petrucci, che lo ha scritto, «riguarda il modo in cui l'ansia affligge le persone. È come se ci fosse un mostro invisibile che ti picchia. Non lo vedi, ma ti perseguita tutto il tempo».

## Video musicale
Il video, diretto da William "Wombat" Felch, è stato reso disponibile in concomitanza con il lancio del singolo attraverso il canale YouTube del gruppo e alterna scene di un pittore che affronta le proprie lotte interne con altre in cui i Dream Theater eseguono il brano.

## Tracce
Testi di John Petrucci, musiche dei Dream Theater.
1. Invisible Monster – 6:30

## Formazione
Gruppo
- James LaBrie – voce
- John Petrucci – chitarra
- John Myung – basso
- Jordan Rudess – tastiera
- Mike Mangini – batteria

Produzione
- John Petrucci – produzione
- James "Jimmy T" Meslin – ingegneria del suono, produzione aggiuntiva
- Andy Sneap – missaggio, mastering